# Liste der Mitglieder der Deutschen Akademie der Naturforscher Leopoldina/1754
Die Liste der Mitglieder der Deutschen Akademie der Naturforscher Leopoldina für 1754 enthält alle Personen, die im Jahr 1754 zum Mitglied ernannt wurden. Insgesamt gab es zehn neu gewählte Mitglieder.

## Mitglieder
| Nr. | Name                                     | Beiname             | Geboren       | Aufnahme | Gestorben     | Bild                                                   | Datenbank |
| --- | ---------------------------------------- | ------------------- | ------------- | -------- | ------------- | ------------------------------------------------------ | --------- |
| 584 | Karl von Löwenstein-Wertheim             | Apollo Soter        | 1717          | 4. Jan.  | 6. Juni 1789  | Fürst Karl Thomas als Jäger                            | 2474      |
| 585 | François Boissier de Sauvages de Lacroix | Straton II.         | 12. Mai 1706  | 10. Jan. | 19. Feb. 1767 | François Boissier de Sauvages de Lacroix               | 6369      |
| 586 | Claude-Nicolas Le Cat                    | Plistonicus IV.     | 6. Sep. 1700  | 25. Jan. | 21. Aug. 1768 | Claude-Nicolas Le Cat                                  | 4874      |
| 587 | Michael Morgenbesser                     | Dexius II.          | 24. Juli 1714 | 20. Feb. | 1782          |                                                        | 5723      |
| 588 | Gerard van Swieten                       | Mithridates         | 7. Mai 1700   | 6. Mrz.  | 18. Juni 1772 | Gerard van Swieten, Porträt vom Kaiserbild im NHM Wien | 6862      |
| 589 | Johann Anton von Woltter                 | Marcus Artorius II. | 1709          | 7. Mrz.  | 1787          |                                                        | 7351      |
| 590 | Johann Christoph Reinmann                | Rufus III.          | 10. Feb. 1723 | 8. Mrz.  | 1761          |                                                        | 6167      |
| 591 | Rudolph Augustin Vogel                   | Philoxenus III.     | 1. Mai 1724   | 11. Aug. | 5. Apr. 1774  |                                                        | 7071      |
| 592 | Johann Christian Jacobi                  | Idmon III.          | 7. Aug. 1717  | 10. Sep. | 11. Juli 1762 |                                                        | 3967      |
| 593 | Heinrich Johann Nepomuk von Crantz       | Clidemus II.        | 24. Nov. 1722 | 21. Okt. | 1797          |                                                        | 2342      |

## Hinweis zu den Lebensdaten
In der Liste sind zunächst die Lebensdaten gemäß Archiv der Leopoldina aufgenommen. Diese beziehen sich auf die Angaben gem. Büchner (1755), Neigebaur (1860) und Ule (1889). Die Lebensdaten im Namensartikel können daher von den Lebensdaten in der Liste abweichen.